# Walki na Bałtyku podczas II wojny światowej

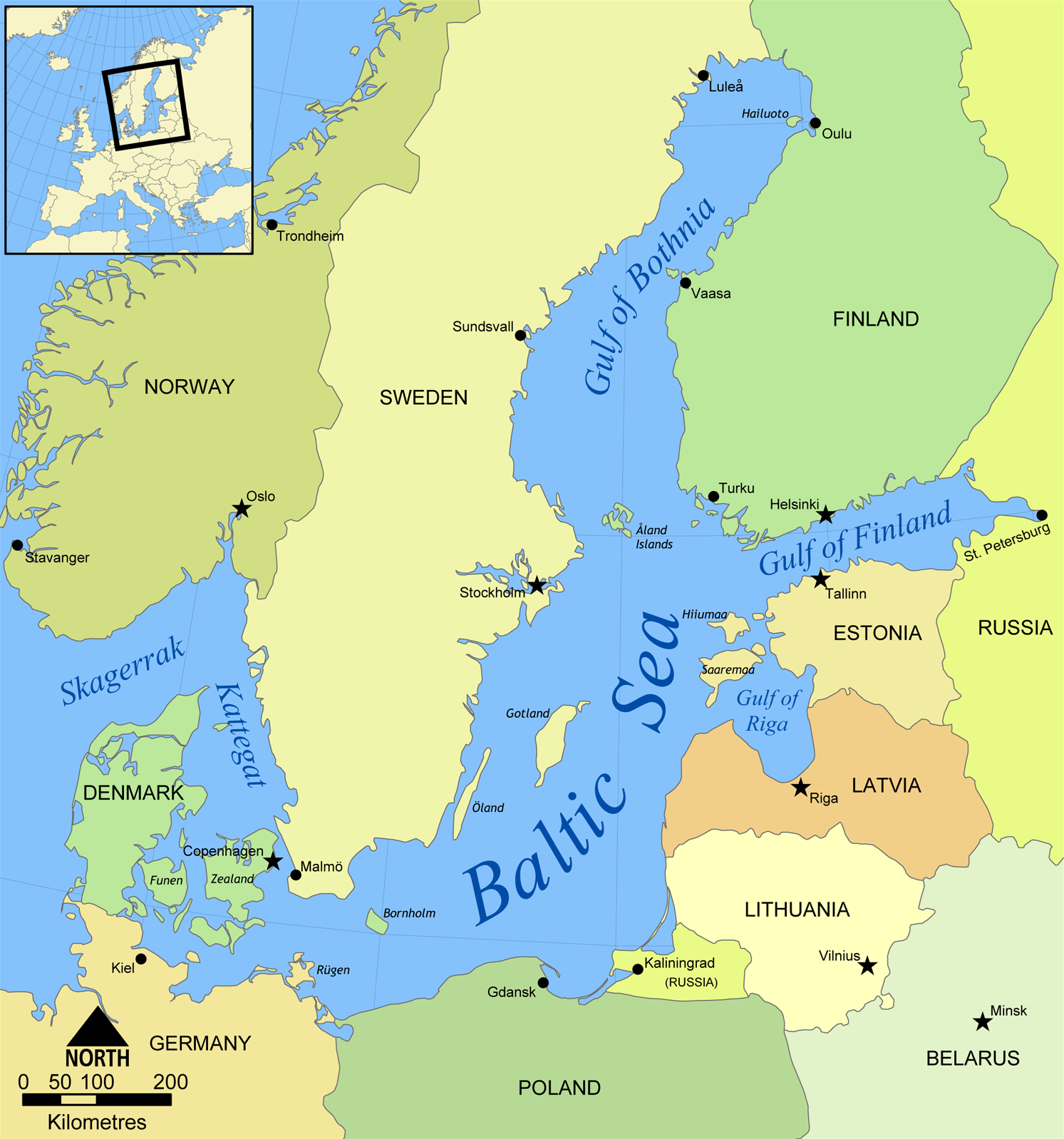
Bałtyk jako pole walki – obecna sytuacja polityczna

Działania wojenne na Morzu Bałtyckim podczas II wojny światowej – działania wojenne, które miały miejsce na Morzu Bałtyckim oraz w okolicach jego linii brzegowej w latach 1939–1945.

## Walki w 1939 r.
1 września 1939 roku o godzinie 4:45, Niemcy i Słowacja zaatakowały Polskę oraz Wolne Miasto Gdańsk. Trzy minuty później niemiecki pancernik Schleswig-Holstein oddał salwę w kierunku Westerplatte, co uznawane jest za jeden z momentów rozpoczęcia II wojny światowej. 14 września wojska niemieckie wkroczyły do Gdańska. Lokalne władze nie podjęły walki i ogłosiły przyłączenie miasta do III Rzeszy. Polacy bronili się w budynku Poczty Polskiej oraz na Westerplatte. Pocztowcy skapitulowali jeszcze tego samego dnia, natomiast Westerplatte poddało się 7 września. Znacznie dłużej trwały walki na Półwyspie Helskim, które zakończyły się 2 października.

## Wojna Państw Osi z ZSRR 1941-1945

### Niemieckie przygotowania
Adolf Hitler nakazał w „Dyrektywie nr 21", podpisanej 18 grudnia 1940 r., podjęcie przygotowań do wojny z ZSRR (Operacja Barbarossa). Odnosząc się do działań morskich, stwierdził, iż:

(...) „punkt ciężkości działań Kriegsmarine pozostaje także podczas kampanii na wschodzie skierowany jednoznacznie przeciwko Anglii”.

Dyrektywa zawierała wytyczne dla Kriegsmarine:

(...) „Marynarce wojennej przypada zadanie przeszkodzenia w wyrwaniu się nieprzyjacielskich sił morskich z Bałtyku, przy równoczesnym zabezpieczeniu własnego wybrzeża. Ponieważ po osiągnięciu Leningradu odebrana zostanie rosyjskiej Flocie Bałtyckiej ostatnia baza i flota ta będzie wtedy w beznadziejnej sytuacji, należy przedtem unikać większych operacji morskich”.

Zadania niemieckiej marynarki wojennej:
- obrona niemieckiego wybrzeża, baz morskich oraz południowo-zachodnich linii komunikacyjnych na Bałtyku poprzez rozstawienie defensywnych pól minowych,
- prowadzenie działań ofensywnych wyłącznie z udziałem lekkich sił morskich i lotnictwa współpracującego z marynarką,
- neutralizacja floty radzieckiej poprzez zajęcie jej baz przez wojska lądowe,
- zapewnienie bezpiecznej żeglugi na Bałtyku oraz zaopatrzenia dla północnego skrzydła frontu wschodniego.

### Siły stron
Kriegsmarine: Marinekommando Nord (pod dowództwem admirała Rolfa Carlsa) z siedzibą w Kilonii posiadało następujące siły do realizacji Operacji Barbarossa:
- Pancerniki: „Schlesien” i „Schleswig-Holstein” (nie brały udziału w atakach)
- Okręty podwodne: 22. Flotylla U-Bootów (pod dowództwem komandora podporucznika Ambrosiusa) (U-140, U-142, U-144, U-145 i U-149)
- Grupy Saper: Grille, Preussen, Skagerrak i Versailles
- Grupy Saper Nord: 5., 15., 17., 18. i 31.
- Grupy Sperrbrecher: 6., 8. i 138.
- 11. oraz 12. Flotylla Ścigaczy Okrętów Podwodnych
- 1. Flotylla Torpedowców (S-26, S-39, S-40, S-101, S-102 i S-103)
- 5. Flotylla Torpedowców (S-27, S-28, S-29, S-45 i S-47)
- połowa sił z 5. Flotylli Saper (R56, 57, 58, 60, 61 i 62)
- bazy okrętów „Carl Peters” i „Tsingtao”

W czasie działań wojennych zaangażowano początkowo siły składające się z 28 ścigaczy torpedowych, 5 okrętów podwodnych, 10 stawiaczy min, 7 flotylli trałowców, kutrów trałowych i patrolowych, 3 przerywaczy zagród minowych i 2 trałowców z kutrami na pokładach (łącznie 130 jednostek).
Zostały one podzielone na grupy:
- „C” (operująca na południowym i wschodnim Bałtyku do wysokości Wysp Moonsundzkich, tworzyły ją 82 jednostki).
- „D” (Zatoka Fińska, 48 jednostek).

Marynarka fińska:
- 2 pancerniki obrony wybrzeża (Ilmarinen i Väinämöinen)
- 5 okrętów podwodnych (Vesihiisi, Iku-Turso, Vetehinen, Vesikko i Saukko)
- 4 kanonierki (Turunmaa, Karjala, Uusimaa i Hämeenmaa)
- 2 stawiacze min
- 12 trałowców
- około 18 ścigaczy okrętów podwodnych

ZSRR - Flota Bałtycka:
Trzecia grupa bojowa:
- Pancerniki: Marat i Oktiabrskaja Riewolucija
- Niszczyciele: typu Leningrad i Mińsk
- Niszczyciele: Artiom, Engels, Jakow, Swierdłow, Kalinin, Karol Marks i Wołodarskij
- Krążowniki: Kirow i Maksym Gorki
- 1. Flotylla Niszczycieli: Gnewnoj, Grodnoj, Grozhjashtshy, Smetliwoj i Steregushtshy
- 2. Flotylla Niszczycieli: Storożnewoj, Stoiky, Silnoj i Sereditoj

Wszystkie okręty należały do Estonii, Łotwy i Litwy. Były to statki handlowe oraz okręty marynarki wojennej.
Głównymi zadaniami Floty Bałtyckiej było wsparcie wojsk frontów Północno-Zachodniego oraz Północnego na kierunkach nadmorskich, obrona wejść do Zatoki Fińskiej i Zatoki Ryskiej, przeciwdesantowa obrona wschodniego wybrzeża Morza Bałtyckiego, ochrona swoich morskich szlaków komunikacyjnych i działania niszczące komunikację przeciwnika.
Na pierwszym etapie działań niemieckiej floty na Bałtyku podejmowane były głównie operacje samodzielne – polegające na stawianiu min i zagród, walce o kontrolę komunikacyjną oraz w działaniach przeciwko morskim siłom przeciwnika. Siły morskie współdziałały z wojskami lądowymi przy obronie wybrzeża, portów i wysp, a także zapobiegały desantom – zapewniając wsparcie artyleryjskie i lotnicze oraz transport wojsk.
Posuwanie się wojsk przeciwnika w głąb kraju załamało system zaopatrzenia Floty Bałtyckiej i zredukowało jej możliwości bojowe. Flota musiała działać na kilku rozbieżnych kierunkach, w warunkach panowania lotnictwa przeciwnika i stale rozbudowywanego minowego zagrożenia. Jednocześnie była zmuszona zabezpieczać znajdującą się pod skrzydłowymi uderzeniami przeciwnika na całym ciągu, komunikację Kronsztadt – Tallinn – Hanko – Wyspy Moonsundzkie.
By osiągnąć pełne współdziałanie sił floty z wojskami lądowymi, 28 czerwca 1941 roku Flota Bałtycka została operacyjnie podporządkowana dowództwu Frontu Północnego, a po rozdzieleniem tego – dowództwu Frontu Leningradzkiego. Równocześnie flota wydzieliła siły i środki do obrony Leningradu.
Z sił floty dla wsparcia wojsk lądowych na akwenach jeziornych sformowano: Flotyllę Czudzką, Flotyllę Ładoską, Flotyllę Oneską i Flotyllę Ilmieńską.
W sierpniu 1941 roku bombowce Floty Bałtyckiej, startujące z lotniska na wyspie Ozylia (Sarema), przeprowadziły pierwszy nalot na Berlin.
W 1941 roku statki i samoloty floty postawiły 9812 min.

### 1941

#### Działania lądowe
W ramach Operacji Barbarossa atak niemiecki rozpoczął się 22 czerwca 1941 r. o godz. 3:15. Na terytorium ZSRR wtargnęło ok. 5,5 miliona żołnierzy, zgrupowanych w 153 dywizjach niemieckich (w tym 19 pancernych i 14 zmotoryzowanych) oraz 15 fińskich i 13 rumuńskich. Oprócz tego sojusznicy III Rzeszy wystawili 16 brygad – 3 fińskie, 9 rumuńskich i 4 węgierskie. Atakujący mieli 2,8 tys. czołgów, 5 tys. samolotów oraz 48 tys. dział i moździerzy. W pierwszym dniu inwazji Niemcy zbombardowali 66 radzieckich lotnisk, niszcząc setki samolotów. Bomby spadły także na ważne miasta: Mińsk, Odessę i Sewastopol.
W kierunku Leningradu wyruszyła z Prus Wschodnich Grupa Armii Północ, licząca 7 dywizji. W pierwszym tygodniu wojny rozbiła ona 12 dywizji radzieckich i osiągnęła rzekę Dźwinę. 10 lipca 1941 r. niemieckie oddziały dotarły do Pskowa, a 29 sierpnia okrążyły Leningrad, z wyjątkiem szlaku przez jezioro Ładoga, którędy Sowieci nadal dostarczali niewielkie ilości zaopatrzenia.
Sukcesy operacyjne odnosiła latem 1941 roku Grupa Armii Północ. W bitwie pod Rosieniami zniszczyła sowiecki 3. Korpus Zmechanizowany, a 12. Korpus Zmechanizowany poniósł ogromne straty. 4. Grupa Pancerna Hoepnera wraz z jednostkami specjalnymi zdobyła mosty na Dźwinie w Dyneburgu. Hitler wstrzymał jednak pochód Grupy Armii Północ, motywując to zagrożeniem jej linii zaopatrzenia. Dało to Sowietom czas na przygotowanie do obrony Leningradu. Walki toczyły się również w tundrze na granicy fińsko-norwesko-sowieckiej. Pierwsze śniegi spadają tam już pod koniec września. Niemieckim dywizjom górskim, mimo sukcesów, nie udało się jednak odciąć Murmańska od reszty ZSRR.
Grupa Armii Północ
(pod dowództwem feldmarszałka Wilhelma von Leeba)
Grupa Armii Północ (początek wojny):
- 4. Grupa Pancerna pod dowództwem gen. Ericha Hoepnera
- 16. Armia pod dowództwem gen. Ernsta Buscha
- 18. Armia pod dowództwem gen. Georga von Küchlera
- I. Flota Powietrzna (830 samolotów, w tym 203 myśliwce i 271 bombowców).

Grupa Armii Północ wsparta była przez:
- 9. Armię
- XXXIX Korpus z 3. Grupy Pancernej pod dowództwem gen. Hermanna Hotha z Grupy Armii Środek. Łącznie – 787 tys. żołnierzy, 8348 dział i moździerzy oraz 679 czołgów i dział pancernych.

#### PrzygotowaniaKriegsmarine
Przygotowania do działań wojennych przeciwko Związkowi Radzieckiemu zostały rozpoczęte wczesną wiosną, w kwietniu 1941 roku, założeniem w Kilonii sztabu dowódcy marynarki „C”, któremu miały podlegać siły morskie w rejonie od ówczesnej granicy niemiecko-radzieckiej (litewskiej) aż do łotewskich wysp, a więc niemal do skraju Zatoki Fińskiej włącznie. W maju sztab ten został przeniesiony do Świnoujścia, a w czerwcu do Kłajpedy, gdzie oczekiwał wybuchu wojny, aby wraz z czołówką armii dotrzeć do Lipawy, wyznaczonej na jego pierwszą wojenną siedzibę.
W maju powstał w Eckernförde inny sztab, dowódcy marynarki „D”, który miał dowodzić w rejonie na wschód od podległego poprzednio wymienionemu dowódcy, czyli w Zatoce Fińskiej aż do Leningradu. Warto dodać, że w lipcu, gdy już ofensywa Wehrmachtu była w toku, zostały powołane stanowiska komendantów morskich wszystkich portów bałtyckiego wybrzeża Związku Radzieckiego, zarówno tych już zajętych, jak i tych, których zajęcie było przewidziane w najbliższej przyszłości. Wtedy to m.in. powołano komendanta morskiego „R”, który był przewidziany na stanowisko dowódcy morskiego Leningradu, a właściwie Petersburga, gdyż taką nadano mu nazwę. Pełna nazwa urzędu po niemiecku to Seekommandant von St. Petersburg.
W maju niemieckie transportowce zaczęły przewozić żołnierzy do Finlandii i północnej Norwegii. Do połowy czerwca 32 tys. żołnierzy znalazło się na ziemi fińskiej, a 11 tys. wzmocniło hitlerowskie garnizony na dalekiej północy, w rejonie na wschód od Tromso.
W końcu maja, gdy przygotowania do wojny były już zaawansowane, Hitler kazał wycofać z Leningradu przebywającą tam ekipę inżynieryjno-techniczną Kriegsmarine pod dowództwem admirała Otto Feige, która została tam skierowana po sprzedaniu Związkowi Radzieckiemu ciężkiego krążownika „Lützow”, aby pomagać w jego wykończeniu.
12 czerwca niemieckie okręty zajęły pozycje operacyjne na środkowym Bałtyku, natomiast duże trałowce, kutry trałowe oraz ścigacze, przeznaczone do pierwszych działań przeciwko Związkowi Radzieckiemu, zostały przerzucone z Pilawy do nowych baz. Oprócz trzech flotylli tych jednostek, skierowano tam również kilka dużych pomocniczych stawiaczy min, starannie zamaskowanych jako zwykłe statki handlowe. Dwa dni później niemieckie statki handlowe otrzymały zakaz realizacji wcześniej zaplanowanych rejsów do radzieckich portów, a jednostkom Handelsmarine znajdującym się już w portach ZSRR nakazano niezwłocznie je opuścić i powrócić do kraju. Wszystkie te rozkazy oraz ruchy niemieckiej floty i floty handlowej — podobnie jak działania wojsk lądowych i lotnictwa — jednoznacznie wskazywały na przygotowania do inwazji. Mimo to, gdy rozpoczęła się agresja, zaskoczenie strony radzieckiej było niemal całkowite. Stalin do ostatniej chwili nie wierzył w realność zagrożenia i możliwość wybuchu wojny.
Cztery dni przed wyznaczonym już terminem, w którym „Plan Barbarossa” miał wejść do realizacji, Kriegsmarine zaczęła, praktycznie rzecz biorąc, pierwsze wrogie kroki. Na środkowym Bałtyku niemieckie minowce położyły zapory, zwane kryptonimowo „Wartburg”, kładąc 3300 min i boi ostrzegawczych od południowego wybrzeża Olandii aż do granicy niemiecko-radzieckiej oraz wokół portów Kłajpeda, Pilawa i Kołobrzeg.
Oprócz przedsięwzięć o charakterze obronnym, które nie przyniosły oczekiwanych rezultatów, w dniu następnym podjęto decyzję o realizacji działań o zbliżonym zakresie, lecz odmiennym, zaczepnym charakterze. Decyzja ta stanowiła istotny element zmiany dotychczasowej strategii, ukierunkowanej na przejęcie inicjatywy w prowadzonych operacjach.
Dowódca niemieckich okrętów minowych w Finlandii otrzymał rozkaz przeprowadzenia w dniu 21 czerwca podobnych akcji, ale już na wodach Zatoki Fińskiej. Tego dnia z baz w szkierach zaczęły wychodzić na wody zachodniej części Zatoki Fińskiej okręty grup minowych, aby położyć zapory, które miały odgrodzić drogę w głąb Zatoki okrętom stacjonującym w bazach łotewskich. I tak z Turku wyszły jednostki grupy „Nord”, składającej się ze stawiaczy min „Tannenberg”, „Brummer” i „Hansestadt Danzig” w towarzystwie ścigaczy oraz kutrów trałowych, i pół godziny przed północą z 21 na 22 czerwca zaczęły stawiać zaporę na północ od wyspy Hiuma (Dago), nazwaną kryptonimowo „Apolda”.
Z rejonu Porkkala wypłynęła grupa niemieckich stawiaczy min – Cobra, Königin Luise i Kaiser – w asyście kutrów trałowych, by zablokować wejście do Zatoki Fińskiej w najwęższym miejscu między wysepką Jussaro a Paldiski. W tym miejscu utworzono rozległą zaporę minową nazwaną „Corbetha”. Podczas jej zakładania niektóre jednostki obu grup zbliżyły się do radzieckich rejonów patrolowych, jednakże przeciwna strona prawdopodobnie nie zarejestrowała działań, gdyż stawiacze min – przebrane za zwykłe statki handlowe – były traktowane jako neutralne, jeśli w ogóle zostały spostrzeżone.
Trzy niemieckie stawiacze min – Tannenberg, Hansestadt Danzig i Preußen – podczas powrotu do Niemiec po wyłożeniu zapór „Apolda” i „Corbetha”, w lipcu 1941 roku weszły w pobliżu południowego wybrzeża Olandii na pole minowe wcześniej założone przez Szwedów na niemieckie żądanie, i zatonęły, ponosząc znaczne straty w ludziach.
O godzinie 2:21 dnia 22 czerwca, jednostki grupy „Nord” zbliżyły się na odległość zaledwie dwóch mil morskich od północnego wybrzeża wyspy Hiuma, zespół został wykryty przez dwa radzieckie samoloty. Zaatakowały one przeciwnika z broni maszynowej, a ten odpowiedział ogniem artylerii przeciwlotniczej, jednak bezskutecznie. Było to pierwsze starcie w tej nowej wojnie na Bałtyku, rozegrane blisko dwie godziny przed rozpoczęciem przez Niemców napaści na Związek Radziecki. Tejże samej nocy, jeden radziecki trałowiec otworzył ogień do niemieckiego statku handlowego, ale oddalił się wobec zbliżenia się trzech fińskich patrolowców.

#### DziałaniaKriegsmarine
Około godziny 4:00 rano dywizje Wehrmachtu przekroczyły granicę, rozpoczynając działania wojenne. Zaskoczone radzieckie wojska obrony pogranicza nie były w stanie stawiać skutecznego oporu i w rezultacie linie obronne zostały przerwane, a niemieckie dywizje zaczęły wdzierać się w głąb Związku Radzieckiego.
W dniu 1 lipca została zajęta, po dziesięciodniowym oporze, Lipawa. Tydzień później niemieckie wojska doszły do Rygi. Po obu brzegach Zatoki Ryskiej, a także na jej wodach, doszło do zaciekłych walk.
W dniu 6 lipca podczas stawiania min przez radzieckie okręty, wywiązała się bitwa pomiędzy zespołem radzieckim a okrętami niemieckimi, z których trzy zostały uszkodzone i zmuszone do wycofania. Kilka dni później w rejonie Parnawy wpłynął na minę i zatonął niemiecki trałowiec M-23.
Dnia 2 sierpnia radziecki okręt podwodny S-11 zatonął w rejonie Hiumy po wpłynięciu na minę.
Dnia 12 sierpnia radziecki niszczyciel Karol Marks został zatopiony w Zatoce Fińskiej przez niemieckie samoloty.
Dnia 24 sierpnia w Zatoce Fińskiej na minach zatonął radziecki niszczyciel Engels.
Dnia 27 sierpnia rozpoczęła się ewakuacja radziecka z okrążonego Tallinna. W skład konwoju ewakuacyjnego wchodziło 29 dużych statków, załadowanych wojskiem, i inne okręty. Jego osłonę stanowiły krążownik Kirow, 4 niszczyciele i 3 okręty podwodne. Dalszą osłonę tworzyły 3 niszczyciele i 4 okręty podwodne, dozorowce i ścigacze. Na minach lub od bomb zatonęło 10 statków, okręt podwodny S-5 i niszczyciele Jakow, Swierdłow, Kalinin, Artiom, Wołodarskij i Skoryj, eskortowce „Snieg” i „Cykłon”. Radziecki okręt podwodny Szcz-301 zatonął w Zatoce Fińskiej po wejściu na miny.
Dnia 29 sierpnia do Kronsztadtu z Tallinna z 29 statków dotarł tylko jeden, a flota wojenna straciła w sumie 10 statków. Ewakuowano ogółem 18 tys. żołnierzy i ok. 200 okrętów różnych klas.
Dnia 30 sierpnia radziecki okręt podwodny „S-6” został zatopiony na zachodnim wybrzeżu Sereny przez niemieckie samoloty.
Rozpatrując sytuację wojenną w dniu zajęcia Rygi, 9 września admirał Raeder zwracał Hitlerowi uwagę na możliwość przedarcia się głównych sił radzieckiej floty bałtyckiej z głębi Zatoki Fińskiej do Szwecji, w celu internowania i uchronienia się w ten sposób od zniszczenia. Kriegsmarine miała podjąć wszelkie możliwe kroki, aby temu przeszkodzić, ale jasne było, że samymi lekkimi jednostkami, nie potrafi tego dokonać. Dlatego też, gdy po dwóch miesiącach wojska niemieckie podeszły pod Leningrad i zdaniem Hitlera nadszedł moment, w którym flota radziecka będzie próbowała przedrzeć się z Kronsztadu na zachód, a pogląd ten podzielało również Seekriegsleitung, rozkazał on sformować silną flotę, która by mogła przeszkodzić tej próbie. Nowa formacja otrzymała nazwę „Flota Bałtów” (Baltenflotte), a na jej czele Raeder postawił wiceadmirała Ciliaxa. W skład podległej Ciliaxowi floty weszły: gotowy ostatecznie do służby liniowej pancernik Tirpitz, krążownik ciężki Admiral Scheer, krążowniki lekkie Köln i Nürnberg, trzy niszczyciele, pięć torpedowców i flotylla ścigaczy.
23 września zespół okrętów wyruszył ze Świnoujścia do szkierów alandzkich. Równocześnie drugi, znacznie słabszy zespół, składający się z krążowników lekkich Emden i Leipzig oraz flotylli ścigaczy, opuścił tę samą bazę, udając się do Lipawy, skąd miał współdziałać w razie potrzeby w akcji przeciwko przebijającej się z Zatoki Fińskiej flocie radzieckiej.
W listopadzie 1941 roku Baltenflotte uległa rozwiązaniu, a tworzące jej rdzeń duże okręty zostały skierowane na zachód. Uprzednio jeszcze, pod koniec trzeciej dekady września i z początkiem października, okręty zespołu lipawskiego z „Emdenem” i „Leipzigiem” na czele oraz ściągnięty dodatkowo „Köln”, wzięły udział w łamaniu radzieckiego oporu na wyspach Sarema (Ozylia) i Hiuma (Dago).
W dniu 6 listopada uległo likwidacji stanowisko dowódcy „C”, a podległy mu dotąd pas wybrzeża, wszedł w zasięg władzy dowódcy „D”, przemianowanego na dowódcę marynarki „Ostland”. Ta reorganizacja, w wyniku której podlegało mu całe nowo zdobyte wybrzeże, od dawnej granicy niemiecko-radzieckiej, aż do głównej linii frontu w głąb Zatoki Fińskiej, związana była z ustabilizowaniem się tego frontu i fiaskiem koncepcji błyskawicznej kampanii na wschodzie, i ostatecznie przyniosła całkowite rozgromienie wojsk radzieckich przed nastaniem zimy.
Kryptonimy ważniejszych operacji Kriegsmarine
- Operacja Beowulf – („Beowulf”) – zajęcie wysp w Zatoce Ryskiej jesienią 1941 roku.
- Operacja Nordwind – („Północny wiatr”) – niemiecko-fiński pozorowany wypad w rejon wyspy Dago, zakończony zatonięciem pancernika obrony wybrzeża „Ilmarinen” 13 września 1941 roku.
- Operacja Südwind – „Unternehmen „Südwind” – trzy pozorowane akcje niemieckie przeciw wybrzeżu Ozylii w połowie września 1941 r.
- Tanne West – Unternehmen „Tanne West” – niezrealizowany plan zajęcia Wysp Alandzkich latem 1941 r.
- Operacja Westfalen – Unternehmen „Westfalen” – ostrzeliwanie niemieckich pozycji na Przylądku Ristna, na wyspie Hiuma (Dago) przez krążowniki „Köln”, wrzesień 1941 r.
- Operacja Westwind – Unternehmen „Westwind” – pozorowany niemiecki desant na Ozylii, 13 września 1941 r.

Operacje Floty Bałtyckiej
- Walki o Lipawę (22–27 czerwca 1941)
- Obrona Hanko (22 czerwca – 2 grudnia 1941)
- Obrona Tallinna (1941)
- Ewakuacja Tallinna (28 sierpnia – 2 września 1941)
- Obrona Wysp Moonsundzkich (6 września – 22 października 1941)
- Blokada Leningradu (8 września 1941 – 18 stycznia 1944)

### 1942
Po ustąpieniu pokrywy lodowej z Zatoki Fińskiej wiosną 1942 roku Niemcy przystąpili do przebazowania okrętów Kriegsmarine do portów bałtyckich i fińskich z baz w północnych Niemczech. Późną wiosną oraz wczesnym latem 1942 roku na północnym i zachodnim Bałtyku operowały następujące jednostki: 1. Minensuch Flotylli, 11. Minensuch Flotylli, 12. Minensuch Flotylli, 18. Minensuch Flotylli, 31. Minensuch Flotylli, 34. Minensuch Flotylli, Räumboote (trałowce) oraz Roland Kaiser, 12 grupa ścigaczy okrętów podwodnych, 3-cia grupa łodzi patrolowych, 27-grupa Amphibious Assault, oraz 32 dodatkowe przybrzeżne łodzie patrolowe.
W lecie 1942 roku wszystkie wyspy w Zatoce Fińskiej z wyjątkiem Lavansaari i Seiskarisaari, znajdowały się w rękach niemieckich lub fińskich.
Niewiele radzieckich okrętów podwodnych przedarło się na Bałtyk, a spowodowane przez nie straty były niewielkie (zatopiono 18 statków przy stracie 16 okrętów podwodnych).
Do końca roku fińskie i niemieckie siły morskie postawiły następujące główne pola minowe w Zatoce Fińskiej:
- Nashorn – wzniesione od maja do września 1942 r., ciągnące się od Hanko do estońskiego wybrzeża
- Seeigel – wzniesione od maja do października 1942 r., w pobliżu Suurtöttarsaar, Zatoka Fińska
- Rukajärvi – wzniesione od maja do października 1942 r., w pobliżu Suursaari, Zatoka Fińska
- Lachs – wznoszone od lipca do sierpnia 1942 r., w pobliżu Wyspy Ulko Tammio
- Norppa – wzniesione do sierpnia 1942 r., w pobliżu Wyspy Someri, Zatoka Fińska
- Seehund – wzniesione do sierpnia 1942 r., w pobliżu Wyspy Lavansaari, Zatoka Fińska
- Ontajärvi – wzniesione do sierpnia 1942 r., w pobliżu Wyspy Someri, Zatoka Fińska
- Brummbär – wzniesione do czerwca 1942 r., w pobliżu Wyspy Seiskari, Zatoka Fińska
- Peninkulma – wznoszone od września do października 1942 r., w pobliżu Wyspy Peninsaari
- Słup i pole minowe Tiger – wzniesione od maja do czerwca 1942 r., przy wejściu do przystani w Kronsztadzie

Niemieckie i radzieckie operacje morskie zakończono na przełomie października i listopada, gdy Bałtyk zamarzł na zimę.
Kryptonimy ważniejszych operacji Kriegsmarine
- Operacja Klabautrmann – („Smętek morski”) – akcja ścigaczy przeprowadzona w czerwcu 1942 roku na jeziorze Ładoga, przeciwko statkom zaopatrującym Leningrad.

### 1943
W 1943 r. wzmocniono blokadę. Wiosną tego roku powołano specjalny zespół floty, tzw. Netsperrverband (niemal 150 stawiaczy min i sieci oraz kutrów trałowych, trałowców pomocniczych, patrolowców i innych mniejszych jednostek), który dokonał przegrodzenia Zatoki Fińskiej siecią zaporową. Wraz z nowymi polami minowymi, bateriami nadbrzeżnymi, stacjami radio-hydrolokacyjnymi oraz stanowiskami reflektorów, ubezpieczana przez artylerię przeciwlotniczą – stworzyła ona niezwykle skuteczny system ochrony przed próbami przedarcia się radzieckich okrętów podwodnych na Bałtyk.
W 1943 r. żadnemu z nich nie powiodła się ta sztuka, a kilka z nich zatopiono. W tym samym roku wzrosło jednak zagrożenie żeglugi ze strony radzieckiego lotnictwa morskiego, wykonującego misje poszukiwawczo-uderzeniowe dalekiego zasięgu i minowe (w latach 1942–1943 zniszczyło około 20 jednostek wojennych, handlowych i pomocniczych). Mimo to w latach 1942–1943 Bałtyk mógł być względnie bezpiecznie wykorzystywany jako akwen szkoleniowy dla U-Bootów i połączenie komunikacyjne Rzeszy ze Skandynawią.

### 1944
Dnia 8 kwietnia na zachód od Pilawy, po zderzeniu z niemieckim statkiem SS „H. Frose”, zatonął niemiecki okręt podwodny U-2. 11 kwietnia w porcie w Szczecinie amerykańskie samoloty zatopiły niemiecki okręt podwodny U-108. 27 kwietnia w rejonie Świnoujścia, po wejściu na minę, zatonął niemiecki okręt podwodny U-803. Dnia 3 czerwca radzieckie wojska Frontu Leningradzkiego zdobyły miasto Wyborg. Radzieckie samoloty podczas ataku na bazę minowców w Kirkkomaansaari zatopiły 2 niemieckie transportowce min „Otter” i „Pargas” wraz z 270 minami na ich pokładach. W celu opóźnienia radzieckich desantów w Zatoce Wyborskiej Niemcy wysłali tam dwa nowe niszczyciele „T-30” i „T-31”. W gęstej mgle na północ od Narwi zostały one zaatakowane przez radzieckie kutry torpedowe. „T-31” został zatopiony, a drugi niszczyciel wycofał się.
29 czerwca radzieckie wojska Frontu Leningradzkiego zdobyły miasto Pietrozawodsk. 15 września 1944 Kriegsmarine podjęła nieudaną operację Tanne Ost, mającą na celu okupację fińskiej wyspy Suursaari. Dnia 31 października zatopiony został „SS Bremerhaven” przez lotnictwo radzieckie. 12 grudnia na południowy wschód od Tallinna, na minach zrzuconych przez radzieckie samoloty, zatonęły niemieckie niszczyciele „Z-35” i „Z-36”. Na północ od Pilawy, na skutek zderzenia z niemieckim trałowcem „M-203”, zatonął niemiecki okręt podwodny „U-416”. W Zatoce Fińskiej radziecki okręt podwodny „Lembit” zatopił niemiecki okręt podwodny „U-479”.
Ciężki nalot skierowany przeciwko gdyńskiej stoczni miał miejsce w nocy z 18 grudnia na 19 grudnia. Został przeprowadzony przez 236 maszyn typu Avro Lancaster z 5 Grupy Dowództwa Bombowego Royal Air Force. Nalot rozpoczął się krótko przed godziną 22:00. Stocznia Deutsche Werke Kiel Werke Gotenhafen straciła możliwość produkcji. Zniszczono liczne warsztaty i magazyny stoczniowe, a uszkodzone zostały: tokarnia, warsztat silników, hala budowy okrętów, kutrów trałowych (R-Boot) i torpedowych (S-Boot), położona w rejonie Basenu II. Utracono wielką halę budowy maszyn (Maschinenbauhalle), znajdującą się na terenie Neue Werft, produkcji sekcji okrętów podwodnych typu XXI. Śmierć większej części wykwalifikowanych inżynierów, odpowiedzialnych za prace przy budowie oraz naprawach okrętów podwodnych, którzy zginęli w zawalonym schronie przeciwlotniczym, spowodowała wstrzymanie prac remontowych U-Bootów oraz wyeliminowanie gdyńskiej stoczni z programu budowy sekcji U-Bootów typu XXI. Pozostałe budynki zostały pozbawione dostaw prądu, sprężonego powietrza, acetylenu, tlenu i pary oraz dróg dojazdowych, nieprzejezdnych ze względu na pokrywające je zwały gruzu oraz leje po bombach. Zniszczono dwa największe doki pływające, w jakie była wyposażona stocznia. Te dwa kolosy o nośności 70 000 i 40 000 ton pozwalały na dokonywanie napraw nawet największych jednostek nawodnych Kriegsmarine. Poza dokami Cäsar i Bruno, utracono również kilka mniejszych doków – w Basenie VI zatonęły doki IV i V, co ostatecznie przesądziło o wyeliminowaniu gdyńskiej stoczni z działalności gospodarczej na większą skalę.
Dnia 26 grudnia koło Świnoujścia po wejściu na minę zatonął niemiecki okręt podwodny „U-2342”.
Kryptonimy ważniejszych operacji Kriegsmarine
- Operacja Birke – („Brzoza”) – plan ewakuacji Finlandii, realizowany od końca sierpnia 1944 roku.
- Operacja Buchenwald – wypad niemieckich torpedowców i fińskich ścigaczy w Zatoce Fińskiej 15/16 lipca 1944 roku.
- Operacja Drosself ang – („Sidła na drozdy”) – wypad torpedowców do Zatoki Wyborskiej w nocy 20 czerwca 1944 roku.
- Operacja Tanne Ost – projektowane przez Niemców zajęcie wyspy Hogland w Zatoce Fińskiej.
- Operacja Nordlicht – ewakuacja niemieckich wojsk z południowej Finlandii i północnej Norwegii po kapitulacji Finlandii w październiku 1944 r.
- Operacja Steinhäger – nieudana niemiecko-fińska próba zajęcia wyspy Narwi w nocy 27/28 czerwca 1944 r.

### 1945
W 1945 r. okręty Kriegsmarine działały intensywnie wzdłuż brzegów Prus Wschodnich i Pomorza.
W dniach 29–31 stycznia 1945 „Prinz Eugen” wspierał obrońców Sambii. 8 lutego 1945 „Lützow” i „Admiral Scheer” bombardowały wojska radzieckie pod Elblągiem. Te trzy jednostki uczestniczyły również w obronie Kołobrzegu (marzec 1945). 11 marca „Admiral Scheer” wspomagał oprócz tego niemieckie kontrataki w rejonie Dziwnówka. Szczególnie silny ostrzał ze wszystkich czterech ciężkich okrętów, a także lekkich krążowników „Köln” i „Leipzig”, 9 niszczycieli i wielu mniejszych jednostek, towarzyszył obronie Gdyni i Gdańska (marzec 1945). 1 maja w bazie w Wilhelmshaven załoga U-3006 samozatopiła własny okręt. Bałtyk: Na północny zachód od Wesermünde niemieckie załogi zatopiły okręty podwodne U-3001, U-3009 i U-612. 2 maja admirał Karl Donitz stanął na czele rządu. Berlin skapitulował. O godz. 15:00 opór Niemców został złamany. W bazie w Travemünde własne załogi zatopiły okręty U-2526, U-2527, U-2528, U-2531, U-2535, U-2536, U-3002, U-3016, U-3018, U-3019, U-3020, U-3021, U-3516, U-3517 i U-316. W Hamburgu załogi niemieckie zatopiły U-3004, U-3506. W Wilhelmshaven natomiast U-3504, U-71, U-552, U-554. 3 maja w bazie w Hamburgu niemieckie załogi zatopiły własne okręty podwodne U-2501, U-2504, U-2505, U-3502. W bazie w Travemünde tak samo zatopiono okręty U-2510, U-2533, U-3011, U-3012, U-3013, U-3022, U-3025, U-3026, U-3027, U-3037, U-3507, U-3511, U-3513, U-1170. W Eckernförde własne załogi zatopiły U-2512. W Kilonii zatopiono U-2519, U-2520, U-2539, U-2543, U-2545, U-2546, U-2548, U-2552, U-3003, U-3005, U-3010, U-3029, U-3031, U-3038, U-3039, U-3040, U-3509, U-3518 i U-52, U-475, U-560, U-748, U-903, U-922, U-924, U-958, U-1192. Koło Neustadt zatopiono U-3014, U-3024 i U-48. W bazie w Nordenham zatopiono U-323. W Wilhelmshaven zatopiono U-339, U-382, U-708. W Wesermünde natomiast U-822, U-828. W cieśninie Wielki Bełt niemiecka załoga zatopiła własny okręt podwodny U-3028, a w cieśninie Mały Bełt zatopiono U-3030, U-3032. 4 maja w rejonie Eckernförde brytyjskie samoloty zatopiły niemiecki okręt podwodny U-876. W Zatoce Flensburskiej niemieckie załogi zatopiły U-2540, U-3033, U-46, U-267, U-290, U-393. W Kanale Kilońskim zatopiono U-428. W cieśninie Mały Bełt brytyjskie samoloty zatopiły U-579. 5 maja w bazie w Wesermünde niemieckie załogi zatopiły własne okręty podwodne U-38, U-3047, U-3050, U-3051, U-3501. We wschodniej części Zatoki Flensburskiej niemieckie załogi zatopiły własne okręty podwodne U-2507, U-2517, U-2522, U-2525, U-2541, U-2551, U-3015, U-3022, U-3034, U-3044, U-3510, U-349, U-351, U-370, U-397, U-717, U-721, U-733, U-746, U-750, U-827, U-999, U-1025, U-1056, U-1101, U-1168 oraz U-1193. Niemiecka załoga zatopiła własny okręt podwodny U-2503. Na wschód od Aarhus w Danii załoga niemiecka zatopiła okręt podwodny U-2544. W rejonie Lubeki zatopiono U-1016. W Kattegat brytyjskie samoloty zatopiły niemiecki okręt podwodny U-534.
Zimą 1945 r. rozpoczęła się ewakuacja Prus Wschodnich i Pomorza. Walną rolę odegrała w niej flota. Ewakuację przeprowadzano pomimo ataków radzieckiego lotnictwa i łodzi podwodnych, a także pomimo ogromnej liczby ofiar.

#### Marsze śmierci– Ewakuacja morska
Ponieważ rejon Żuław Wiślanych był już otoczony przez wojska radzieckie, więźniów można było ewakuować jedynie drogą morską. Władze obozu Stutthof przewidziały trzy etapy ewakuacji. W pierwszym – więźniowie mieli dotrzeć pieszo lub kolejką do ujścia Wisły w rejonie Mikoszewa i Świbna, w drugim mieli być przewiezieni na Mierzeję Helską, w trzecim etapie umieszczeni na barkach i skierowani drogą morską do III Rzeszy.
25 kwietnia odbył się o godzinie 10:00 apel, podczas którego zaniechano przeliczenia więźniów. Nie sporządzono też ewidencji ewakuowanych. Obóz opuściło około 3300 osób. Więźniom wydano prowiant: pół bochenka chleba, ćwiartkę margaryny i kawałek suchej wędliny. Następnie podzielono ich na dwie grupy, pierwszą popędzono pieszo, drugą przewieziono kolejką do Mikoszewa (niem. Nickelswalde). Obydwie grupy zatrzymano na polanie u ujścia Wisły, gdzie przez noc i następny dzień oczekiwały na dalszy transport. Przed ewakuacją SS-mani strzelali do Żydówek.

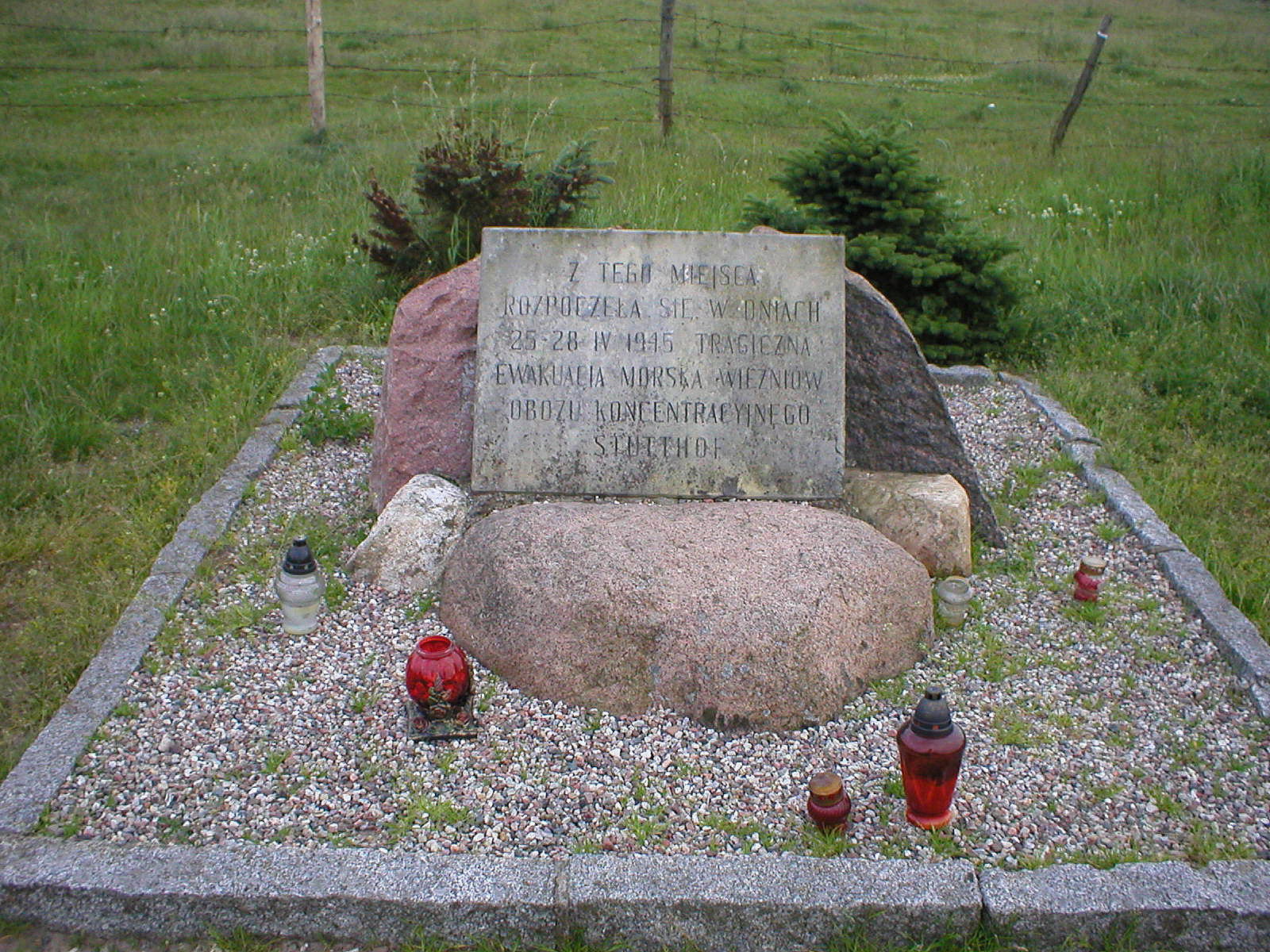
Tablica pamiątkowa w Mikoszewie

27 kwietnia z Helu wypłynęły cztery barki: „Wolfgang” (ok. 1000 osób, z czego dużą część stanowili Norwedzy, Duńczycy, Finowie, Litwini, Polacy, Niemcy i Żydzi), „Vaterland” (ok. 1000 osób, z czego dużą część stanowili Polacy, również kobiety z małymi dziećmi i Żydzi, a także Łotysze, Rosjanie oraz Niemcy), trzecia barka o nieustalonej nazwie (około 600 osób: Polacy, Rosjanie i Żydzi) i czwarta barka z żółtą flagą tzw. „kwarantannowa” (500 osób: Żydzi i Ukraińcy). Barki rzeczne nie były przystosowane do podróży pełnomorskiej i przewozu ludzi. Posiadały ładownie, składające się z kilku komór przegrodzonych żelaznymi ścianami. Komory (szerokość: 5 m, długość: 8 m oraz wysokość: 3 m) wyścielone były jedynie przegniłą słomą. Więźniów upchano w ładowniach pod pokładem, gdzie przebywali bez dostępu do świeżego powietrza i światła.
Z KL Stutthof, wraz z podobozem w Gdyni, ewakuowano drogą morską około 5000 więźniów. Obóz macierzysty 25 i 27 kwietnia opuściło około 4400 osób. Liczba ofiar ewakuacji wyniosła prawie 50 procent. Więźniowie, ze względu na ogromną śmiertelność i okoliczności zagrażające w każdej chwili życiu, nazwali barki, na których płynęli, „barkami śmierci”.

#### Bitwy powietrzno-morskie w zatokachGdańskiejiPomorskiejoraz kołoLipawy
W marcu i kwietniu 1945 r. radzieckie lotnictwo morskie zintensyfikowało działania, prowadząc do serii bitew powietrzno-morskich na południowym Bałtyku. W starciach tych, mających charakter bitew powietrzno-morskich, obie strony poniosły straty, lecz znacznie dotkliwsze były one dla floty niemieckiej. Między innymi 6 marca samoloty radzieckie wykonały szereg uderzeń, topiąc 9 jednostek niemieckich. Następnego dnia, w rejonie Helu, zatopiono motorowiec „Flensburg” o pojemności brutto 5450 BRT. 9 marca radzieckie samoloty uszkodziły okręt podwodny U-351, a ponadto zatopiły bądź ciężko uszkodziły 6 transportowców, okręt patrolowy i statek pasażerski „Meteor” (pojemność brutto 3717 BRT). 10 marca w rejonie Półwyspu Helskiego po uszkodzeniach wyrzuciły się na mieliznę 3 ścigacze okrętów podwodnych: „UJ 302”, „UJ 303” i „UJ 305”.

#### Kryptonimy ważniejszych operacji Kriegsmarine
- Operacja „Hannibal”
- Fall Eva
- Operacja „Walpurgisnacht” – Unternehmen „Walpurgisnacht” (Noc Walpurgi) – ewakuacja wojsk niemieckich z Kępy Oksywskiej w dniach 4–5 kwietnia 1945 r.

#### Desant na Bornholm
- Radziecka okupacja Bornholmu